# 彰化縣立美術館
24°04′40″N 120°32′41″E / 24.077790°N 120.5446160°E
彰化縣立美術館（英語：Changhua County Art Museum），簡稱彰美館，位於彰化縣彰化市卦山路3號，為臺灣第七座公立美術館，為彰化縣文化局下轄專業場館之一。

## 簡介
彰美館以一棟八層樓主體建築，一樓、三樓、五樓為展覽場地，其餘樓層為彰化縣文化局辦公廳舍，構成彰化縣的文化藝術基地。彰美館樓主體建築依不同功能設計空間單元，分別包括城市藝廊、展示室、閱讀角等，另有行政區等空間，出入口各自獨立，易於分區管理、是此建築空間的一大特色。

## 館內設施
- 城市藝廊
  - 美術館內目前共設有3個城市藝廊空間，分設於一樓、三樓、五樓。
- 展示室
  - 美術館內目前設有4間展示室，分別位於一樓、三樓、五樓。
- 哺乳室
  - 美術館設有2處哺乳室，位於一樓、三樓，可供參觀民眾有更放心的哺乳私密空間。
- 閱讀角
  - 美術館設有1處閱讀角，位於一樓，可供參觀民眾閱讀休憩空間。
- 文化局行政科
  - 位於美術館七樓
- 文化局視覺表演科
  - 位於美術館七樓
- 文化局藝文推廣科
  - 位於美術館八樓
- 文化局人事室
  - 位於美術館八樓
- 文化局會計室
  - 位於美術館八樓

## 歷史沿革
2011年9月10日，原名「彰化藝術中心」正式動土。彰化縣立美術館由文化部補助2億200萬元，彰化縣府自籌2億900萬元，共4億1100萬元興建。2013年此建築興建時因藝術中心名與中央政府原意有所牴觸，故更名為「彰化縣立美術館」。主體外觀由黃明威建築師事務所規劃設計，地下2層、地上8層，總建築面積約8,400平方（2,500坪），室內空間由呂政道建築師事務所規劃設計。彰美館建築採樹枝狀的鋼構斜柱結構，由八卦山竹林意象及傳統窗櫺發想；整體建物獲得2013國家卓越建設獎——最佳規劃設計類公共建設類金質獎第二名。2014年11月25日，時任縣長卓伯源主持下彰化縣立美術館正式開館營運。

## 參觀資訊
- 開放時間
  - 週二到週日：09:00～17:00。每週一、除夕及春節休館。[8]

## 公車資訊
彰化縣立美術館可經由以下路線抵達：
- 彰化客運：
  - 6900、6933、6934、6936 於「文化中心站」下車
- 員林客運：
  - 6735、6882、6900、6912、6933、6934、6936 於「縣政府站」下車
- 國光客運：
  - 1829、1830 於「縣政府站」下車

## 其他縣市美術館
- 臺北市立美術館
- 高雄市立美術館
- 國立臺灣美術館
- 新北市立美術館
- 桃園市立美術館
- 臺南市美術館
- 新竹市美術館
- 嘉義市立美術館
- 臺東美術館
- 屏東美術館
- 台灣博物館列表

## 外部連結
- 彰化縣立美術館 （页面存档备份，存于）（繁體中文）
- 彰化縣文化局 （页面存档备份，存于）（繁體中文）（英文）（日語）